# Piper rugosibaccum
Piper rugosibaccum är en pepparväxtart som beskrevs av William Trelease. Piper rugosibaccum ingår i släktet Piper och familjen pepparväxter. Inga underarter finns listade i Catalogue of Life.